# 150
Évszázadok: 1. század – 2. század – 3. század
Évtizedek: 100-as évek – 110-es évek – 120-as évek – 130-as évek – 140-es évek – 150-es évek – 160-as évek – 170-es évek – 180-as évek – 190-es évek – 200-as évek
Évek: 145 – 146 – 147 – 148 –  149 – 150 – 151 – 152 – 153 – 154 – 155

## Események
- December 7. - Az i. e. 4000-i. sz 6000 közötti tízezer év leghosszabb, 12 percig és 23 másodpercig tartó gyűrűs napfogyatkozása figyelhető meg a Csendes-óceán középső térségében és Észak-Amerika délnyugati partvidékén.[1]

### Római Birodalom
- Marcus Gavius Squilla Gallicanust (helyettese augusztustól M. Cassius Apollinaris, októbertől C. Curtius Justus) és Sextus Carminius Vetust (helyettese C. Laberius Priscus, M. Petronius Mamertinus és C. Julius Julianus) választják consulnak.
- Klaudiosz Ptolemaiosz kiadja a Geographiá-t és az Almageszt-et (hozzávetőleges időpont). Előbbiben elsőként említi meg az illírek alban törzsét, amely Macedonia provincia nyugati részén élt és akik egyes elméletek szerint a mai albánok ősei voltak.

## Születések
- Alexandriai Kelemen, keresztény teológus
- Nágárdzsuna, indiai buddhista filozófus (hozzávetőleges időpont)
- Csang Csung-csing, kínai orvos

## Halálozások
- Asvagósa, indiai filozófus, költő (hozzávetőleges időpont)
- Liang Na, kínai császárné, régens

## Fordítás
- Ez a szócikk részben vagy egészben  az   AD 150 című angol Wikipédia-szócikk ezen változatának fordításán alapul.  Az eredeti cikk szerkesztőit annak laptörténete sorolja fel. Ez a jelzés csupán a megfogalmazás eredetét és a szerzői jogokat jelzi, nem szolgál a cikkben szereplő információk forrásmegjelöléseként.